# Psaltério

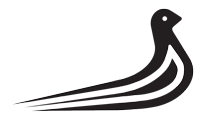
Logotipo oficial do Psaltério

O Psaltério é um hinário criado em 1988 de modo a reunir muitas das músicas que se cantavam na altura entre os jovens e as crianças da Igreja Adventista do Sétimo Dia em Portugal.
Este manual de música tem sido usado deste 1988 em acampamentos, retiros, escola cristãs de férias, e outras actividades da Igreja Adventista.
Em 1996 foram preparadas novas músicas como resultado do trabalho do acampamento de evangelização realizado na cidade de Faro, no mesmo ano. Hoje em dia, o Psaltério encontra-se disponível online.

## Lista de Músicas
| #   | Título                                | Título original                            | Autor                                     | Compositor                                                    | Data                | Origem                                                                      | Albuns/Filmes                                                                |
| --- | ------------------------------------- | ------------------------------------------ | ----------------------------------------- | ------------------------------------------------------------- | ------------------- | --------------------------------------------------------------------------- | ---------------------------------------------------------------------------- |
| 1   | Psaltério                             | -                                          | -                                         | -                                                             | -                   | -                                                                           |                                                                              |
| 2   | Hino dos Tições                       | -                                          | ?                                         | ?                                                             | ?                   | Alvo dos Tições: Brilhemos cada vez mais!                                   |                                                                              |
| 3   | Hino dos Desbravadores                | Pathfinder Strong                          | Henry Theodore Bergh                      | Henry Theodore Bergh                                          | 1948                | Alvo dos Desbravadores: A Mensagem do Advento a todo o mundo nesta geração. |                                                                              |
| 4   | Hino dos Companheiros - Vigiai        | -                                          | ?                                         | ?                                                             | ?                   | -                                                                           |                                                                              |
| 5   | Hino do Missionário Voluntário        | -                                          | ?                                         | ?                                                             | ?                   | -                                                                           |                                                                              |
| 6   | Hino do Projecto                      | Each Step Of The Way                       | Redd Harper                               | Redd Harper                                                   | 1952                | -                                                                           | I'm Following Jesus, Each Step of the Way, Filme de Billy Graham "Mr. Texas" |
| 7   | No Espírito Unidos                    | They'll Know We Are Christians By Our Love | Peter R. Scholtes                         | Peter R. Scholtes                                             | 1968                | -                                                                           |                                                                              |
| 8   | Liberdade                             | Oh, Freedom                                | desconhecido                              | desconhecido                                                  | 1865 (ou após)      | Espiritual Negro                                                            |                                                                              |
| 9   | Old time religion                     | (Give Me That) Old-Time Religion           | desconhecido                              | desconhecido                                                  | 1873                | Espiritual Negro                                                            |                                                                              |
| 10  | Vencendo vem Jesus                    | The Battle Hymn of the Republic            | Julia Ward Howe                           | ?                                                             | 1861                | -                                                                           |                                                                              |
| 11  | Pescadores de homens                  | I Will Make You Fishers of Men             | Harry D. Clarke                           | Harry D. Clarke                                               | 1927                | -                                                                           |                                                                              |
| 12  | Gozo no coração                       | I've got the joy joy, down in my heart     | George Willis Cooke                       | George Willis Cooke                                           | ?                   | -                                                                           |                                                                              |
| 13  | Oh! Prends mon âme                    | -                                          | H. Arnera                                 | Hino Nacional Israelita - Hatikvah ("A Esperança")            | ?                   | Hinário francês: Chants de grâce et de gloire                               |                                                                              |
| 14  | Cum ba Yá                             | -                                          | ?                                         | ?                                                             | ?                   | -                                                                           |                                                                              |
| 15  | Caminhando                            | -                                          | ?                                         | ?                                                             | ?                   | -                                                                           |                                                                              |
| 16  | Viste quando?                         | -                                          | ?                                         | ?                                                             | ?                   | -                                                                           |                                                                              |
| 17  | J’ai choisi de suivre Jésus-Christ    | I Have Decided to Follow Jesus             | Sadhu Sundar Singh                        | Melodia tradicional Indiana                                   | Meados do séc. XIX. | Mateus 9:9                                                                  |                                                                              |
| 18  | Quando penso na cruz                  | -                                          | ?                                         | ?                                                             | ?                   | -                                                                           |                                                                              |
| 19  | Em nada ponho a minha fé              | -                                          | ?                                         | ?                                                             | ?                   | -                                                                           |                                                                              |
| 20  | Estranha graça de Jesus               | -                                          | ?                                         | ?                                                             | ?                   | -                                                                           |                                                                              |
| 21  | Amen                                  | -                                          | ?                                         | ?                                                             | ?                   | -                                                                           |                                                                              |
| 22  | Sal da terra                          | -                                          | Edson Romero Marques                      | Lineu Formighieri Soares                                      | ?                   | Mateus 5:13                                                                 |                                                                              |
| 23  | Não desistir                          | Never Give Up                              | Chuck Fulmore                             | Chuck Fulmore                                                 | ?                   | Mateus 24:10–13                                                             |                                                                              |
| 24  | Hoje sou feliz                        | -                                          | ?                                         | ?                                                             | ?                   | Salmos 40:1–3                                                               |                                                                              |
| 25  | L'amour du sauveur                    | -                                          | ?                                         | ?                                                             | ?                   | -                                                                           |                                                                              |
| 26  | Canta a Alegria                       | -                                          | ?                                         | ?                                                             | ?                   | -                                                                           |                                                                              |
| 27  | Oh! Sorri sempre!                     | -                                          | ?                                         | ?                                                             | ?                   | -                                                                           |                                                                              |
| 28  | Seguindo a Jesus                      | I Have Decided to Follow Jesus             | Sadhu Sundar Singh                        | Melodia tradicional Indiana                                   | Meados do séc. XIX. | Mateus 9:9                                                                  |                                                                              |
| 29  | Jesus é o caminho                     | -                                          | ?                                         | ?                                                             | ?                   | -                                                                           |                                                                              |
| 30  | Mãos                                  | -                                          | Williams Soares Costa Jr.                 | Williams Soares Costa Jr.                                     | ?                   | Mateus 20:27–28                                                             |                                                                              |
| 31  | Quero andar com meu Jesus             | -                                          | ?                                         | ?                                                             | ?                   | -                                                                           |                                                                              |
| 32  | Aleluia!                              | -                                          | ?                                         | ?                                                             | ?                   | -                                                                           |                                                                              |
| 33  | Maravilhoso Jesus                     | -                                          | ?                                         | ?                                                             | ?                   | -                                                                           |                                                                              |
| 34  | Avec des cris de joie                 | -                                          | ?                                         | ?                                                             | ?                   | -                                                                           |                                                                              |
| 35  | Tenho um hino no meu coração          | -                                          | ?                                         | ?                                                             | ?                   | -                                                                           |                                                                              |
| 36  | Pescador de homens                    | -                                          | ?                                         | ?                                                             | ?                   | -                                                                           |                                                                              |
| 37  | Esta esperança                        | -                                          | ?                                         | ?                                                             | ?                   | -                                                                           |                                                                              |
| 38  | Saudade                               | -                                          | ?                                         | ?                                                             | ?                   | -                                                                           |                                                                              |
| 39  | He was there all the time             | -                                          | ?                                         | ?                                                             | ?                   | -                                                                           |                                                                              |
| 40  | A paz do céu                          | -                                          | ?                                         | ?                                                             | ?                   | -                                                                           |                                                                              |
| 41  | Praise the Lord                       | -                                          | ?                                         | ?                                                             | ?                   | -                                                                           |                                                                              |
| 42  | Supremo Anelo                         | Somewhere Beyond the Blue                  | Johnson Oatman Jr.                        | Hamp Sewel                                                    | ?                   | Isaías 40:31                                                                |                                                                              |
| 43  | Satisfação                            | Happiness Is the Lord                      | Ira F. Stanphill                          | Ira F. Stanphill                                              | ?                   | -                                                                           |                                                                              |
| 44  | Cansa Hosana!                         | -                                          | ?                                         | ?                                                             | ?                   | -                                                                           |                                                                              |
| 45  | Alguém perto está                     | -                                          | ?                                         | ?                                                             | ?                   | -                                                                           |                                                                              |
| 46  | A different House!                    | -                                          | ?                                         | ?                                                             | ?                   | -                                                                           |                                                                              |
| 47  | Não me esquecerei                     | -                                          | ?                                         | ?                                                             | ?                   | -                                                                           |                                                                              |
| 48  | A rocha de Horeb                      | -                                          | ?                                         | ?                                                             | ?                   | -                                                                           |                                                                              |
| 49  | Louange                               | -                                          | ?                                         | ?                                                             | ?                   | -                                                                           |                                                                              |
| 50  | Meu, meu, meu                         | -                                          | ?                                         | ?                                                             | ?                   | -                                                                           |                                                                              |
| 51  | Amor, amor...                         | -                                          | ?                                         | ?                                                             | ?                   | -                                                                           |                                                                              |
| 52  | Estamos unidos                        | -                                          | ?                                         | ?                                                             | ?                   | -                                                                           |                                                                              |
| 53  | Chegou o tempo                        | -                                          | Rui Machado                               | Rui Machado                                                   | ?                   | -                                                                           |                                                                              |
| 54  | É teu sangue                          | -                                          | Ruben Lima                                | Ruben Lima                                                    | ?                   | -                                                                           |                                                                              |
| 55  | Yeshua mashea                         | -                                          | ?                                         | ?                                                             | ?                   | -                                                                           |                                                                              |
| 56  | He's got the whole world in His hands | -                                          | ?                                         | ?                                                             | ?                   | -                                                                           |                                                                              |
| 57  | Ninguém te amou                       | -                                          | ?                                         | ?                                                             | ?                   | -                                                                           |                                                                              |
| 58  | Um futuro e uma esperança             | -                                          | Jorge Duarte                              | Jorge Duarte                                                  | ?                   | -                                                                           |                                                                              |
| 59  | A montanha me disse                   | -                                          | Rui Machado                               | Rui Machado                                                   | ?                   | -                                                                           |                                                                              |
| 60  | We sing Hosanna                       | -                                          | ?                                         | ?                                                             | ?                   | -                                                                           |                                                                              |
| 61  | A nossa força é o cantar              | -                                          | Rui Machado                               | Rui Machado                                                   | ?                   | -                                                                           |                                                                              |
| 62  | Que dia feliz                         | -                                          | Luis Santos                               | Luis Santos                                                   | ?                   | -                                                                           |                                                                              |
| 63  | Sei que não vai tardar                | -                                          | ?                                         | ?                                                             | ?                   | -                                                                           |                                                                              |
| 64  | Jesus te ama                          | -                                          | ?                                         | ?                                                             | ?                   | -                                                                           |                                                                              |
| 65  | Mão na mão                            | -                                          | ?                                         | ?                                                             | ?                   | -                                                                           |                                                                              |
| 66  | Mas que povo é este?                  | -                                          | ?                                         | ?                                                             | ?                   | -                                                                           |                                                                              |
| 67  | A cruz                                | -                                          | Ruben Lima                                | Ruben Lima                                                    | ?                   | -                                                                           |                                                                              |
| 68  | Cristo                                | (ver pauta)                                | ?                                         | ?                                                             | ?                   | -                                                                           |                                                                              |
| 69  | Conhecer Jesus                        | -                                          | ?                                         | ?                                                             | ?                   | -                                                                           |                                                                              |
| 70  | Esta minha Paz                        | (english title)                            | Rui Machado                               | ?                                                             | ?                   | -                                                                           |                                                                              |
| 71  | Deus está aqui                        | -                                          | ?                                         | ?                                                             | ?                   | -                                                                           |                                                                              |
| 72  | Dé Glória                             | Give Thanks                                | Henry Smith                               | Henry Smith                                                   | 1978                | -                                                                           |                                                                              |
| 73  | Cristo é Rei                          | -                                          | ?                                         | ?                                                             | ?                   | -                                                                           |                                                                              |
| 74  | Amigo leal                            | -                                          | ?                                         | ?                                                             | ?                   | -                                                                           |                                                                              |
| 75  | Momentos assim                        | -                                          | ?                                         | ?                                                             | ?                   | -                                                                           |                                                                              |
| 76  | Deus tu cuidas do meu coração         | (Dieu tu es le soutien de mon cœur?)       | ?                                         | ?                                                             | ?                   | (hinário francês?)                                                          |                                                                              |
| 77  | Em breve Ele virá                     | -                                          | ?                                         | ?                                                             | ?                   | -                                                                           |                                                                              |
| 78  | Conta comigo                          | -                                          | Rui Machado                               | Rui Machado                                                   | ?                   | -                                                                           |                                                                              |
| 79  | Queria dizer...                       | -                                          | ?                                         | ?                                                             | ?                   | -                                                                           |                                                                              |
| 80  | Jesus, meu grande Amigo               | -                                          | Helena Paula S. Luis                      | Helena Paula S. Luis                                          | ?                   | -                                                                           |                                                                              |
| 81  | Tu és Soberano                        | -                                          | Ângela J. Peres                           | ?                                                             | ?                   | -                                                                           |                                                                              |
| 82  | É tempo de louvar                     | -                                          | ?                                         | ?                                                             | ?                   | -                                                                           |                                                                              |
| 83  | Dios es mi esperanza                  | -                                          | ?                                         | ?                                                             | ?                   | -                                                                           |                                                                              |
| 84  | Tu es bon                             | Je passerais ma vie                        | ?                                         | ?                                                             | ?                   | (JEM1/2?)                                                                   |                                                                              |
| 85  | Vinde vós povos                       | Convite à liberdade                        | Sérgio Matos                              | Sérgio Matos                                                  | ?                   | -                                                                           |                                                                              |
| 86  | Estou contente                        | -                                          | Ruben Lima                                | Ruben Lima                                                    | ?                   | -                                                                           |                                                                              |
| 87  | Jesus o Único                         | -                                          | ?                                         | ?                                                             | ?                   | -                                                                           |                                                                              |
| 88  | O guarda da minha Fé                  | -                                          | ?                                         | ?                                                             | ?                   | -                                                                           |                                                                              |
| 89  | O Senhor marchando está               | -                                          | ?                                         | ?                                                             | ?                   | -                                                                           |                                                                              |
| 90  | Leão de Judá                          | -                                          | ?                                         | ?                                                             | ?                   | -                                                                           |                                                                              |
| 91  | Jesus em breve virá                   | -                                          | ?                                         | ?                                                             | ?                   | -                                                                           |                                                                              |
| 92  | Vem connosco para cantar              | -                                          | ?                                         | ?                                                             | ?                   | -                                                                           |                                                                              |
| 93  | Eu só confio no Senhor                | -                                          | ?                                         | ?                                                             | ?                   | -                                                                           |                                                                              |
| 94  | Sonho                                 | -                                          | ?                                         | ?                                                             | ?                   | -                                                                           |                                                                              |
| 95  | Vem viver em mim                      | -                                          | ?                                         | ?                                                             | ?                   | -                                                                           |                                                                              |
| 96  | A Esperança é Jesus                   | -                                          | Alessandra Samadello                      | ?                                                             | ?                   | -                                                                           |                                                                              |
| 97  | Há momentos                           | -                                          | ?                                         | ?                                                             | ?                   | -                                                                           |                                                                              |
| 98  | Buscai primeiro o Reino de Deus       | -                                          | Karen Lafferty                            | Karen Lafferty                                                | ?                   | Mateus 6:33 e Mateus 4:4                                                    |                                                                              |
| 99  | I'm gonna sing                        | -                                          | ?                                         | ?                                                             | ?                   | -                                                                           |                                                                              |
| 100 | Meu irmão                             | -                                          | ?                                         | ?                                                             | ?                   | -                                                                           |                                                                              |
| 101 | Jerusalém                             | -                                          | ?                                         | ?                                                             | ?                   | -                                                                           |                                                                              |
| 102 | -                                     | -                                          | ?                                         | ?                                                             | ?                   | -                                                                           |                                                                              |
| 103 | Tu és o único Senhor da minha vida    | -                                          | ?                                         | ?                                                             | ?                   | -                                                                           |                                                                              |
| 104 | Em Tuas mãos                          | In His time                                | Diane Ball                                | Diane Ball                                                    | ?                   | Isaías 41:13                                                                |                                                                              |
| 105 | Amar é fazer amigos                   | -                                          | ?                                         | ?                                                             | ?                   | -                                                                           |                                                                              |
| 106 | A Alegria está no coração             | -                                          | António Cláudio                           | António Cláudio                                               | ?                   | -                                                                           |                                                                              |
| 107 | Jesus é o Caminho                     | -                                          | ?                                         | ?                                                             | ?                   | -                                                                           |                                                                              |
| 108 | Sing Hallelujah                       | -                                          | ?                                         | ?                                                             | ?                   | -                                                                           |                                                                              |
| 109 | Não me esqueci de ti                  | -                                          | Jader Dornelles Santos                    | Jader Dornelles Santos                                        | ?                   | Isaías 49:15                                                                |                                                                              |
| 110 | Cristo vive em mim                    | -                                          | ?                                         | ?                                                             | ?                   | -                                                                           |                                                                              |
| 111 | A minha esperança                     | -                                          | Valdecir Lima & Lineu Soares              | Valdecir Lima,& Lineu Soares; adaptado por José "Joaldi" Dias | ?                   | -                                                                           |                                                                              |
| 112 | Vou caminhando                        | -                                          | Wilson F. Almeida & Alexandre Reichert Fº | Wilson F. Almeida & Alexandre Reichert Fº                     | ?                   | -                                                                           |                                                                              |
| 113 | Reencontro de gerações                | -                                          | Jorge Duarte                              | Jorge Duarte                                                  | ?                   | -                                                                           |                                                                              |
| 114 | Influencia                            | -                                          | ?                                         | ?                                                             | ?                   | -                                                                           |                                                                              |
| 115 | Eu me ofereço a ti                    | -                                          | ?                                         | ?                                                             | ?                   | -                                                                           |                                                                              |
| 116 | Renascer                              | -                                          | Christine Esteves                         | Christine Esteves                                             | ?                   | -                                                                           |                                                                              |
| 117 | Já falaste                            | -                                          | ?                                         | ?                                                             | ?                   | -                                                                           |                                                                              |
| 118 | Unidos em Espírito                    | -                                          | ?                                         | ?                                                             | ?                   | -                                                                           |                                                                              |
| 119 | P'ra Te adorar                        | -                                          | ?                                         | ?                                                             | ?                   | -                                                                           |                                                                              |
| 120 | Vaso de Honra/Renova-me               | -                                          | ?                                         | ?                                                             | ?                   | -                                                                           |                                                                              |
| 121 | Perto de Jesus                        | Draw me close                              | Kelly Carpenter                           | Kelly Carpenter                                               | 1994                | -                                                                           |                                                                              |
| 122 | Nuvem branca                          | -                                          | ?                                         | ?                                                             | ?                   | -                                                                           |                                                                              |
| 123 | Louvai a Deus                         | -                                          | ?                                         | ?                                                             | ?                   | -                                                                           |                                                                              |
| 124 | Amizade                               | -                                          | ?                                         | ?                                                             | ?                   | -                                                                           |                                                                              |
| 125 | Lado a lado                           | Side by side                               | Jeff Wood                                 | Jeff Wood                                                     | ?                   | João 13:34–35                                                               |                                                                              |
| 126 | O poder do Amor                       | The power of Your Love                     | Geoff Bullock                             | Geoff Bullock                                                 | ?                   | -                                                                           |                                                                              |
| 127 | Shine, Jesus, shine                   | -                                          | Graham Kendrick                           | Graham Kendrick                                               | ?                   | -                                                                           |                                                                              |
| 128 | Majesty!                              | -                                          | Jack Hayford                              | Jack Hayford                                                  | ?                   | Apocalipse 17:14                                                            |                                                                              |
| 129 | No inicar da semana                   | -                                          | ?                                         | ?                                                             | ?                   | -                                                                           |                                                                              |
| 130 | Sonhos                                | -                                          | ?                                         | ?                                                             | ?                   | -                                                                           |                                                                              |
| 131 | O Senhor é o meu Pastor               | -                                          | ?                                         | ?                                                             | ?                   | -                                                                           |                                                                              |
| 132 | Tornar o mundo melhor                 | -                                          | ?                                         | ?                                                             | ?                   | -                                                                           |                                                                              |
| 133 | We believe                            | -                                          | ?                                         | ?                                                             | ?                   | -                                                                           |                                                                              |
| 134 | O sangue da cruz                      | -                                          | ?                                         | ?                                                             | ?                   | -                                                                           |                                                                              |
| 135 | He is exalted                         | -                                          | Twilla Paris                              | Twilla Paris                                                  | ?                   | -                                                                           |                                                                              |
| 136 | Um gesto de Amor                      | -                                          | Jorge Duarte                              | Jorge Duarte; arranjo por Lídia Moreira & José "Joaldi" Dias  | ?                   | Ellen G. White                                                              |                                                                              |
| 137 | Before there was time                 | -                                          | Aaron Senseman & Cliff Young              | Aaron Senseman & Cliff Young                                  | ?                   | -                                                                           |                                                                              |
| 138 | Não tenho mais que temer              | -                                          | ?                                         | ?                                                             | ?                   | -                                                                           |                                                                              |
| 139 | O Teu poder                           | -                                          | Ronaldo Arco                              | Ronaldo Arco; arranjo por José "Joaldi" Dias                  | ?                   | -                                                                           |                                                                              |
| 140 | Viver é Agir                          | -                                          | Jorge Duarte                              | Jorge Duarte; arranjo por Lídia Moreira & José "Joaldi" Dias  | ?                   | -                                                                           |                                                                              |
| 141 | O sol revela a estrada                | -                                          | Nuno Pereira                              | Nuno Pereira                                                  | ?                   | -                                                                           |                                                                              |
| 142 | Fé a arder                            | Faith on Fire                              | Famílias Brueske e Bond                   | Famílias Brueske e Bond                                       | 2004                | Camporee Internacional de Desbravadores 2004                                |                                                                              |